# Changesite–(Y)
Changesite–(Y) (Ca8Y)Fe2+(PO4)7, je minerál tvořící průsvitné sloupcovité krystaly v zrnkách čediče vyskytujícího se na Měsíci. Changesite–(Y) náleží mezi merrillity do skupiny fosforečnanů.

## Historie
Changesite–(Y) je pojmenován na počest bohyně Čchang-e, která v čínské mytologii vystupuje jako bohyně Měsíce. Tento nerost byl získán z Měsíce z mise Chang’e 5, která je jednou z dalších misí Čínského programu výzkumu Měsíce. Objev tohoto minerálu ohlásila 9. září 2022 Čínská národní vesmírná agentura společně s Čínským úřadem pro atomovou energii v Pekingu v podvečer dne svátku středu podzimu. Objevili jej pracovníci Pekingského výzkumného střediska uranové geologie ze vzorků získaných na povrchu Měsíce, které na Zemi přinesla robotická sonda. Objev Changesite–(Y) jako nové sloučeniny byl potvrzen Mezinárodní mineralogickou asociací a Komisí pro nové minerály, nomenklaturu a klasifikaci.